# ZigBee

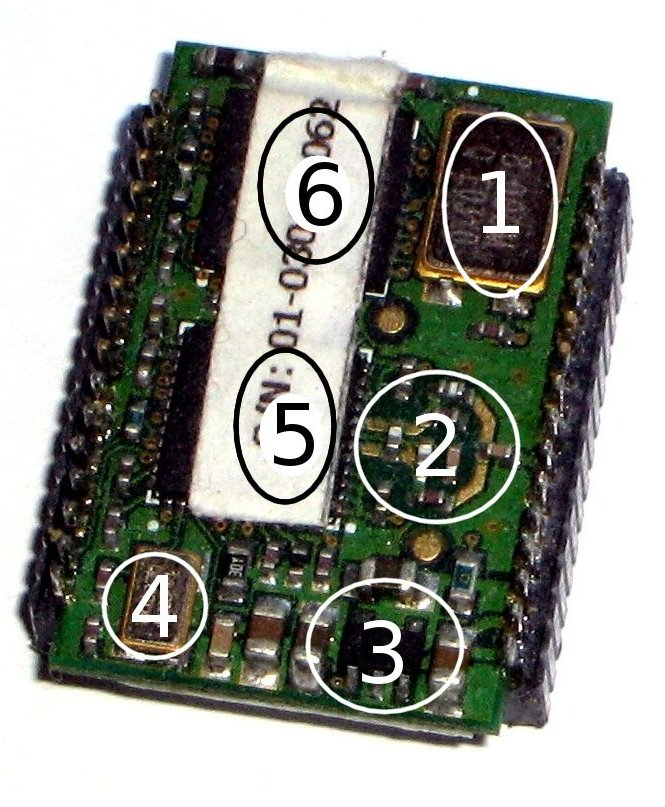
ZigBeeモジュール

ZigBee（じぐびー）は、センサーネットワークを主目的とする近距離無線通信規格である。転送可能距離が短く転送速度も非常に低速だが、安価で消費電力が少なく、電池駆動可能な超小型機器の実装に適する。基礎部分の電気的仕様はIEEE 802.15.4として規格化されている。論理層以上の機器間の通信プロトコルは「ZigBeeアライアンス (ZigBee Alliance)」が仕様を策定する。
Philips Hueなどのスマート照明機器に利用されている。
ZigBeeは、ミツバチ (Bee) がジグザグ (ZigZag) に飛び回る行動から名付けられた。

## 概要
データ転送速度は使用する無線周波数帯で異なり、2.4GHzは250Kbps、902 - 928MHzは40Kbps、868 - 870MHzは20Kbpsである。900MHz帯は主に米国向け、800MHz帯は主に欧州向け仕様で、日本は電波法でISMバンドとして開放されている2.4GHz帯のみ利用可能である。
日本企業各社の実験によれば、通信速度の実測値は最高192Kbpsで安定通信は144Kbps程度に限定される、との報告もある。
日本でZigBee機器を使用する際は、当該機器が特定無線設備として、技術基準適合証明または工事設計認証により電波法で定められた技術基準を満たす証明が必要である。
ZigBee端末は中継機能を有し、中継を繰り返してZigBee素子同士が通信を維持する限り情報伝達が可能である。
送受信の頻度により乾電池程度の電力で100日 - 数年間稼動し、電源も含めて完全に無配線で家電ネットワークの構築を可能とする。
ひとつのZigBeeネットワークは、0x0000 - 0xFFFFのアドレスを付して最大で65,536個のZigBee端末が接続可能である。
ZigBeeアライアンスが認定した製品のほか、802.15.4部分のみを利用した製品や仕様に準拠するも未認定の製品などもZigBeeとして扱う事例がある。

## ZigBeeのネットワーク構成
ZigBee端末は以下に3分類される。
- ZigBee Coordinator (ZC):ネットワーク内に1台存在し、ネットワークを制御する端末。IEEE 802.15.4-2003ではPAN coordinatorとしてのFFD (Full-Function Device) にあたる。
- ZigBee Router (ZR):データ中継機能を含む端末。IEEE 802.15.4-2003ではCoordinatorとしてのFFDにあたる。
- ZigBee End Device (ZED):データ中継機能を持たない端末。IEEE 802.15.4-2003ではRFD (Reduced - Function Device)、またはFFDにあたる。

ZigBeeはメッシュ型やツリー型のネットワークを構成し、ZigBee Routerがデータを中継して電波が届かない端末間も通信可能なことを特長とする。一部端末が停止した場合も迂回経路で通信が継続し、低消費電力で広範囲に通信可能である。

## ZigBeeのレイヤ構造
ZigBeeのレイヤは以下に5分類される。
- APL層:使用者が作成
- APS層:ZigBee Allianceが規定
- NWK層:ZigBee Allianceが規定
- MAC層:IEEE 802.15.4-2003を使用
- PHY層:IEEE 802.15.4-2003を使用

## APSプリミティブ
- APSDE-DATA
- APSME-BIND
- APSME-GET
- APSME-SET
- APSME-UNBIND
- APEME-ESTABLISH-KEY
- APSME-TRANSPORT-KEY
- APSME-UPDATE-DEVICE
- APSME-REMOVE-DEVICE
- APSME-REQUEST-KEY
- APSME-SWITCH-KEY

ZigBee 2006で追加：
- APSME-ADD-GROUP
- APSME-REMOVE-GROUP
- APSME-REMOVE-ALL-GROUPS

## NWKプリミティブ
- NLDE-DATA
- NLME-NETWORK-DISCOVERY
- NLME-NETWORK-FORMATION
- NLME-PERMIT-JOINING
- NLME-START-ROUTER
- NLME-JOIN
- NLME-DIRECT-JOIN
- NLME-LEAVE
- NLME-RESET
- NLME-SYNC
- NLME-GET
- NLME-SET

ZigBee 2006で追加：
- NLME-ROUTE-ERROR
- NLME-ROUTE-DISCOVERY

ZigBee 2007で追加：
- NLME-ED-SCAN
- NLME-SYNC-LOSS

ZigBee 2007で変更：
- NLME-NWK-STATUS ← NLME-ROUTE-ERROR

## Information Base
- APS Information Base (AIB)
- NWK Information Base (NIB)
- MAC PAN Information Base (MAC PIB)
- PHY PAN Information Base (PHY PIB)

## プロファイル
- Public Application Profile：Smart Energy (SE)、Home Automation (HA)
- Stack Profile：Network Specific (0x00)、ZigBee Feature Set (0x01)、ZigBee PRO Feature Set (0x02)

## 接続手順の実際
1. ZCがNLME-NETWORK-FORMATIONを発行し、PANを開始する。
2. ZCはNLME-PERMIT-JOININGを発行しassociationPermit=TRUEの状態にして他デバイスの参加を受け付ける。
3. ZRやZEDがNLME-NETWORK-DISCOVERYを発行し、AssociationPermit=TRUEのPANを探索する。
4. ZRやZEDはNLME-JOINを発行し、PANに参加する。
5. ZRが中継機能を動作させる場合は、NLME-START-ROUTERを発行する。
6. ZRが他デバイスの参加を受け付ける場合は、中継機能を動作させた上で、NLME-PERMIT-JOININGを発行する

## バージョン
- ZigBee-2004 Specification (v.1.0)

Document 053474r06
- ZigBee-2006 Specification

Document 053474r13
- ZigBee-2007 Specification

Document 053474r17

## 日本国電波法認証取得済・ZigBeeアライアンス認証済みモジュール
以下、メーカー（販売）名、品名、メーカー名称値、（認証値、認証番号）
- エー・アンド・デイ AD1321-1MW : 1mW (0.001262W/MHz, 007WWCUL0412)
- エー・アンド・デイ AD1321-10MW : 10mW (0.010000W/MHz, 007WWCUL0459)
- ルネサス販売 YCSCZB2A2NN : 1mW (0.0013W/MHz, 001NYCA1390)
- ルネサス販売 YCSCZB3A2NN : 1mW (0.0007W/MHz, 001WWCA1018)
- Digi XBee : 2mW (0.7 mW/MHz,201WW07215214)
- Digi XBee-PRO : 10mW (5.63 mW/MHz,201WW08215111、0.00362W/MHz, 005WWCA0079)
- Wireless Glue Networks ZCC-2431-M: (0.00057W/MHz,005WWCA0176)